# Ludowika Jakobsson
Ludowika Jakobsson, née Eilers le 25 juillet 1884 à Potsdam et morte le 1er novembre 1968 à Helsinki, était une patineuse artistique germano-finlandaise qui a été championne olympique et trois fois championne du monde en couple avec Walter Jakobsson

## Biographie

### Carrière sportive
Ludowika Eilers épousa son partenaire finlandais Walter Jakobsson en 1911 et devint finlandaise. Les médailles qu'ils ont récoltées aux championnats du monde de 1910 et 1911 sont considérées par l'ISU comme deux demi-médailles, une pour l'Allemagne, l'autre pour la Finlande
Ludowika Jakobsson-Eilers a également eu du succès en compétition individuelle. En 1911 aux championnats du monde, elle remporta pour l'Empire allemand une médaille de bronze. En 1920, désormais concurrente de la Finlande, elle était la seule participante aux Jeux olympiques à être née allemande.

## Palmarès
| Compétitions en Individuel | 1910 | 1911 | 1912 | 1913 | 1914 | 1915 | 1916 | 1917 | 1918 | 1919 | 1920 | 1921 | 1922 | 1923 | 1924 | 1925 | 1926 | 1927 | 1928 |
| Jeux olympiques d'été ou d'hiver |      |      | X    |      |      |      | JA   |      |      |      |      |      |      |      |      |      |      |      |      |
| Championnats du monde |      | 3e   | 7e   |      |      | CA   | CA   | CA   | CA   | CA   | CA   | CA   |      |      |      |      |      |      |      |
| Championnats de Finlande |      |      |      |      |      |      |      | 1re  | CA   |      |      |      |      |      |      |      |      |      |      |
| |      |      |      |      |      |      |      |      |      |      |      |      |      |      |      |      |      |      |      |
| Compétitions en Couple | 1910 | 1911 | 1912 | 1913 | 1914 | 1915 | 1916 | 1917 | 1918 | 1919 | 1920 | 1921 | 1922 | 1923 | 1924 | 1925 | 1926 | 1927 | 1928 |
| Jeux olympiques d'été ou d'hiver |      |      | X    |      |      |      | JA   |      |      |      | 1re  |      |      |      | 2e   |      |      |      | 5e   |
| Championnats du monde | 2e   | 1re  | 2e   | 2e   | 1re  | CA   | CA   | CA   | CA   | CA   | CA   | CA   | 2e   | 1re  |      |      |      |      |      |
| Championnats de Finlande |      | 1re  |      |      |      |      |      |      | CA   |      |      | 1re  |      |      |      |      |      |      |      |
| Légende : X = Pas de patinage artistique aux Jeux olympiques d'été de 1912 ; JA = Jeux olympiques d'été annulés ; CA = Championnats annulés |      |      |      |      |      |      |      |      |      |      |      |      |      |      |      |      |      |      |      |